# 拉特蘭努
拉特蘭努（Ratramnus，—约868年），是9世紀的法蘭西修士和神學家，他曾應西法蘭克國王查理二世的要求， 撰寫了《論主的身體及血》(De Corpore et Sanguine Domini)、《論得救預定》(De praedestinatione)兩書。
他將聖餐中的酒與餅稱之為“象徵”，他在上述的第一部書中指出，聖餐禮的餅與酒經聖職人員祝聖後雖外狀沒有改變，但已成為紀念基督肉體和血的神祕象徵，其中含有只能為信者感受，並只能在信者身上發揮效用的能力。不過他的著作在1050年受到譴責，韋爾切利會議下令銷毀此書。此書流傳甚廣，1559年被天主教會列為禁書，1900年解禁。而他的另一本書，《論得救預定》指出，人犯罪並非上帝預定，但人得救則是上帝預定。它支持聖奧古斯丁，駁斥理姆斯大主教辛克馬爾。拉特蘭努反對拉得伯土的聖餐觀把實在論推進一大步走向化質說，認為聖餐中的血和肉與十字架上的並不相同，因此聖餐只有象徵的意義。他堅決反對聖餐中基督的身體就等於馬利亞所生的身體．他認為可以引用奧古斯丁和安波羅修的作品來反對拉得伯土的看法。
拉特蘭努的作品很受改教派人士歡迎，他的言論也對某些人產生直接的影響。

## 名詞解釋
聖餐變體論（Transubstantiation），又稱為化質說、變質說。簡單來講，就是當祭司用聖禮的詞句宣告後，聖餐的餅和酒就變成基督真正的身體和血。羅馬公教以字面意義詮釋聖餐禮中基督的真實臨在，普通的餅與杯轉變成為基督的身體與血。在這樣的觀點中，聖餐禮本身有赦罪的能力，因而中傷基督已完成的工作。

## 附註‧資料來源
1. ↑  台灣中華書局股份有限公司、美國大英百科全書公司聯合編輯，《簡明大英百科全書中文版─15》(台灣中華書局股份有限公司，1989)，331。
2. ↑  盧龍光博士主編，《基督教聖經與神學詞典》，（香港：漢語聖經協會有限公司，2003），436。
3. 1 2 3  台灣中華書局股份有限公司、美國大英百科全書公司聯合編輯，《簡明大英百科全書中文版─15》，331。
4. ↑  陶理博士主編，《基督教二千年史-自第一世紀至當代-普及版》，李伯明、林牧野譯（香港：海天書樓有限公司，2004），265。
5. ↑  盧龍光博士主編，《基督教聖經與神學詞典》，322。
6. ↑  楊牧谷主編，《當代神學辭典（下）》(台北市:校園書房出版社，1997)，950。
7. ↑  楊牧谷主編，《當代神學辭典（下）》，950。
8. ↑  祁伯爾（B.K.Kuiper），《歷史的軌跡---二千年教會史》，李林靜芝譯(台北市:校園書房出版社，1986)，182。
9. ↑  約翰‧漢那(John D. Hannah)，《基督教會歷史年表─早期與中世紀教會》，查忻譯(台北市: 中華福音神學院出版社有限公司，2003)，表135。